# Jani Liimatainen
Jani Allan Kristian Liimatainen (Kemi, 1980. szeptember 9. –) a Sonata Arctica nevű finn power metal együttes gitárosa, egyben az egyik alapító tagja. 2007 tavaszán és nyarán Jani hiányzott az együttes felállásából, ezért közös és békés megegyezés alapján Jani már nem az együttes tagja.

## Pályafutása
Életének korai szakaszában vett gitárleckéket, azonban tudása nagy részét autodidakta módon sajátította el. Destroyer DT 200 Custom-on és az Ibanez JPM4-en (utóbbi John Petrucci aláírt modellje) játszik. Saját elmondása szerint a Freak Kitchen, a Dream Theater és a Pain of Salvation van rá legnagyobb hatással.
Elsődlegesen gitáros az együttesben, de részt vett a 2004-es Reckoning Night-on szereplő „My Selene” című dal megírásában is.
Jani játszott az Altaria nevű együttesben is, 2 albumuk is megjelent az ő közreműködésével, még mielőtt elhagyta volna őket, hogy jobban tudjon a Sonata Arcticában nyújtott teljesítményére koncentrálni.
Jani jelenleg benne van egy kevésbé ismert másik projektben is (méghozzá egy Sonata Arctica-s kollégájával, Henrik Klingenberggel együtt), egy Graveyard Shift nevű melodikus death metal bandában.
Legújabb projektjében óriási finn nevekkel alapította a Cain's Offering bandát, ahol Timo Kotipelto énekel (Stratovarius), Mikko Härkin a billentyűs, a basszusért Jukka Koskinen felel. Nemsokára jelenik meg a bemutatkozó lemez.